# Neugattersleben
Neugattersleben is een plaats en voormalige gemeente in de Duitse deelstaat Saksen-Anhalt, en maakt deel uit van de Landkreis Salzlandkreis.
Neugattersleben telt 909 inwoners.

## Geboren
- Waldemar Cierpinski (3 augustus 1950), atleet